# Diego Durán
Diego Durán (ur. 1537, zm. 1588) – duchowny zakonu dominikanów, hiszpański kronikarz, autor pierwszego dzieła na temat kultury azteckiej "Historia de los Indios de Nueva España e Islas de Tierra Firme".

## Życiorys
Diego Duran urodził się w 1537 w Hiszpanii. Jako dziecko, wraz z rodziną przeniósł się do Meksyku do miasta Texcoco. Jego ojciec posiadał niewielką posiadłość, zatrudniał do prac Indian. Tam nauczył się języka nahuatl i obcując z kulturą aztecką poznał ich zwyczaje i historię. Już za młodych lat przejawiał zainteresowania w kierunku archeologii i religii prekolumbijskiej. W 1556 roku wstąpił do zakonu franciszkanów a już w 1561 został wysłany do Oaxtepeci. Był uczniem Francisco de Aguilar, uczestnika bitwy pod Tenochtitlán, który jako pierwszy wspominał o Aztekach zakonnikowi. Duran w późniejszych swoich pracach często cytował jego słowa. Swoją wiedzę na temat starożytnych Azteków pogłębiał jako wikary klasztoru w Hueyapan. Po wydaniu dekretu Karola V, mówiącego min. o nawracaniu Indian i głoszeniu słowa bożego, Duran począł spotykać się z tubylczą ludnością, przy okazji gromadził starożytne dokumenty, spisywał dawne zwyczaje i poszukiwał śladów św. Tomasza Apostoła. Duran wierzył, iż był on pierwowzorem dla azteckiego boga Quetzalcoatla.
W swojej działalności duchowej Duran stawał w obronie praw Indian, niejednokrotnie krytykując poczynania Hiszpanów, konkwistadorów. Głosił, iż do poznania narodu nie wystarcza poznanie podstawy języka ale potrzebne jest zrozumienie ich kultury, obrzędów a zwłaszcza obyczajów. Przez swoje poglądy często był krytykowany przez swoich braci zakonu. Sam stał pomiędzy organizacjami rządowymi, które popierał a tubylcami, do których pałał miłością i zrozumieniem. Franciszkanin wierzył, że jego obowiązkiem jest niesienie wiary i ewangelii a również udokumentowanie kultury Meksyku by inni szerzący Słowo Boże potrafili dotrzeć do serc Indian.
W 1585 Duran powrócił do klasztoru Santo Domingo i tam pracował jako tłumacz z języka Nahuatl na hiszpański. Zmarł w 1588 strawiony nieznaną chorobą.

## Dzieła
Do najbardziej znanych dzieł zakonnika należy "Historia de los Indios de Nueva España e Islas de Tierra Firme"(ang.The History of the Indies of New Spain). Dzieło to, zwane niekiedy Kodeksem Durana, zawierało siedemdziesiąt osiem rozdziałów obejmujące historie państwa Azteków aż po podbój Meksyku przez konkwistadorów. Ponadto zawiera chronologię władców azteckich. Dzieło zostało wydane w 1581. Jego praca była bezcennym źródłem dla późniejszych archeologów i antropologów zajmujących się tematem Mezoameryki.
W latach 1574–1576 Duran napisał książkę pt. "Bóg i Obrządki". W 1579 spod jego pióra wyszła praca pt. "Starożytny Kalendarz".

## Publikacje
- Diego Duran, The History of the Indies of New Spain, University of Oklahoma Press (October 1994), ISBN 0-8061-2649-3, ISBN 978-0-8061-2649-4